# 905

## Родени
- 17/18 май – Константин VII Порфирогенет, император на Византия
- 17/18 май – Константин VII Багренородни, император на Византия